# Owen Hargreaves
Owen Lee Hargreaves (n. 20 ianuarie 1981, Calgary, Alberta, Canada) este un fotbalist profesionist, care a evoluat pe postul de mijlocaș la echipa engleză Manchester United în Premier League, și pe plan internațional pentru echipa națională de fotbal a Angliei.

## Origini
Hargreaves este cel mai mic dintre cei trei copii ai lui Margaret și Colin Hargreaves, care au imigrat în Canada din Marea Britanie, la începutul anilor 1980. Tatăl său a jucat fotbal la echipa de tineret a lui Bolton Wanderers, precum și pentru Calgary Kickers în Canadian Soccer League. Owen are doi frați, Darren și Neil. Fratele lui cel mare, Darren, a jucat pentru Canada la nivel de juniori.

## Cariera

### FC Bayern München
Owen Hargreaves s-a transferat la 16 ani de la Calgary Foothills la Bayern München, pe 1 iulie 1997. Hargreaves a jucat în echipa Sub-19 timp de doi ani și jumătate, după care a petrecut șase luni la echipa de amatori. La echipa Sub-19 a ajuns în finala Campionatului German în 1998. Au pierdut în finala cu Borussia Dortmund la 11 m.
Pe 12 august 2000, Hargreaves a debutat în Bundesliga, înlocuindu-l pe Carsten Jancker în minutul 83. Primul lui meci ca titular a fost cu SpVgg Unterhaching, pe 16 septembrie 2000. Acel sezon a fost unul de succes pentru Bayern München: a câștigat campionatul și Liga Campionilor. Evoluția lui Hargreaves în semifinala cu Real Madrid a atras atenția asupra tânărului, pentru că a demonstrat că le poate face față unor jucători precum Roberto Carlos sau Luis Figo. Este unul dintre cei doi fotbaliști englezi care au câștigat o medalie de Liga Campionilor cu o echipă din afara Angliei, al doilea fiind Steve McManaman cu Real Madrid.
În sezonul 2001/2002 și-a câștigat locul de titular în echipă, strângând 46 de meciuri în total. Deși sezonul nu a fost unul tocmai reușit pentru Bayern, care a terminat atunci pe 3 în Bundesliga, a fost eliminată în sferturile Ligii Campionilor, iar în Cupa Germaniei a fost eliminată de Schalke, pentru Hargreaves a fost un sezon decisiv, el devenind un jucător-cheie.

### Manchester United
Pe 31 mai 2007, s-a anunțat că Hargreaves va semna cu Manchester United pe 1 iulie 2007, după aproape un an de negocieri între Bayern și United, suma de transfer stabilindu-se la în jur de 17 milioane de lire sterline. 
Hargreaves a semnat atunci un contract pe 4 ani. Hargreaves a fost prezentat presei pe 9 iulie, alături de celălalt nou venit, portughezul Nani. A primit numărul 4 la United, cel purtat înainte de Gabriel Heinze.
Hargreaves a debutat la Manchester United într-un amical cu Peterborough United pe 4 august, intrând ca rezervă în repriza a doua. A debutat în Premier League în al treilea meci al sezonului, derbyul din deplasare cu Manchester City, pierdut cu 0-1.

### Manchester City
În luna iulie 2011, contractul lui Hargreaves cu Manchester United a expirat iar jucătorul englez a refuzat prelungirea contractului și a semnat un contract cu rivala fostei sale echipe,Manchester City, înțelegere care este valabilă până în 2012.